# Watervliet (Heinkenszand)
Watervliet was een kasteel en buitenplaats in het Nederlandse dorp Heinkenszand, provincie Zeeland.

## Geschiedenis
Over de oudste bebouwing is weinig bekend. Het eerste kasteel is vermoedelijk in de 14e of 15e eeuw gebouwd, nadat het gebied was bedijkt. Dit kasteel werd waarschijnlijk verwoest in 1572 toen de Geuzen het gebied plunderden.

### Van Watervliet
In 1588 liet Gillis Cornelisse Brouwer (1529-1591) op de plek van het verwoeste kasteel het huis Watervliet optrekken. Hij was sinds 1566 schout van Heinkenszand en kocht samen met zijn oudste zoon Cornelis (1552-1612) diverse heerlijkheden in Zeeland op, waaronder een deel van de heerlijkheid Heinkenszand. Omdat diverse Zeeuwse adellijke families door de Tachtigjarige Oorlog waren uitgeweken naar de Zuidelijke Nederlanden, konden Gillis en Cornelis deze heerlijkheden en bijbehorende titels voor geringe bedragen aankopen. De bouw van Watervliet was een uiting van Gillis' nieuw verworven status als grootgrondbezitter. Zijn zoon ging zich vanaf 1609 zelfs noemen naar het huis: Cornelis van Watervliet. Desalniettemin had Watervliet nog een sterk agrarisch karakter, met boomgaarden, zaailand en een boerderij.
Na het overlijden van Cornelis Gillissen in 1612 nam zijn tweede zoon Cornelis (1592-1636) het huis Watervliet over. Net als zijn vader was hij burgemeester van Goes en heer van 's-Heer Hendrikskinderen. Hij liet rond 1630 Watervliet verbouwen, waardoor het agrarische karakter werd vervangen door de sfeer van een echte buitenplaats. Hij overleed in 1636 en liet het landhuis na aan zijn vijfjarige zoontje, eveneens Cornelis geheten. Watervliet werd voorlopig verhuurd, totdat de jonge Cornelis in 1650 oud genoeg was om er zelf te gaan wonen. Hij overleed in 1669 en liet zijn bezittingen na aan zijn broer Emmery van Watervliet. Toen Emmery in 1685 kinderloos overleed, kwam er een einde aan het geslacht Van Watervliet.

### De Perponcher Sedlnitsky
Na de dood van Emmery van Watervliet vererfde de buitenplaats naar Cornelis de Perponcher Sedlnitsky (1655-1733), zoon van Emmery's zus Anna Maria van Watervliet (1628-1670) en haar man Ferdinand de Perponcher Sedlnitsky (1610-1684). Cornelis liet het huis uitbreiden en de tuinen verfraaien. Zijn neef Jacob Arend (1692-1771) erfde in 1733 Watervliet en onder zijn leiding werden de tuinen opnieuw ingericht naar een ontwerp van Daniël Marot. Het huis zelf werd eveneens verbouwd. Overigens werd Watervliet alleen in de zomermaanden bewoond, want de familie verbleef meestal in Den Haag.

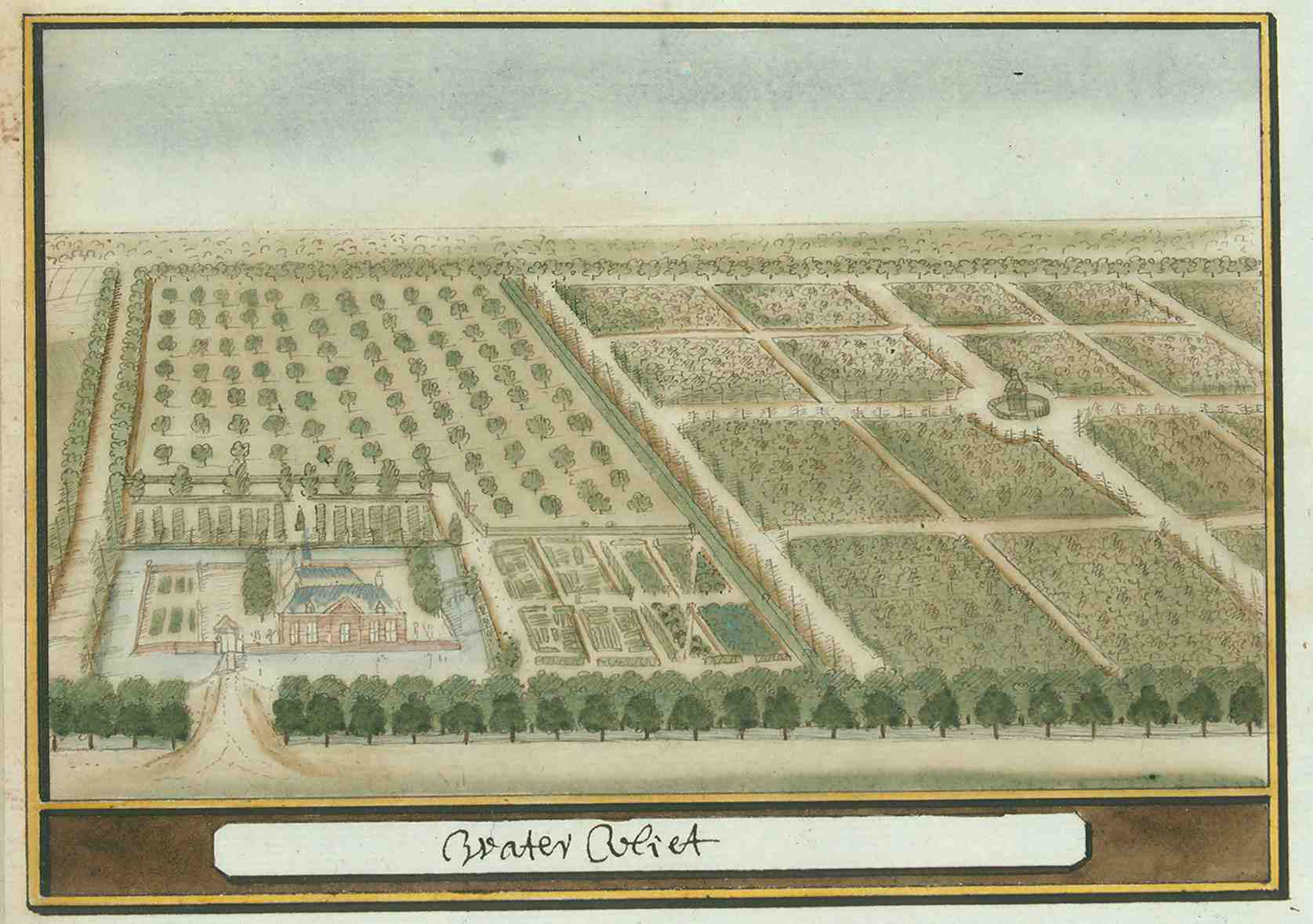

Jacob Arend overleed in 1771 en na onenigheid over de verdeling van de erfenis kreeg uiteindelijk zijn oudste zoon Cornelis (1733-1776) het huis Watervliet in eigendom. Ook Cornelis was echter vooral in Den Haag te vinden en nadat hij in 1776 door verdrinking om het leven was gekomen, werd Watervliet verhuurd. Voor de buitenplaats betekende dit het begin van het einde: het huis werd steeds meer verwaarloosd en de boomgaarden en parken werden gerooid. In 1791 werd Watervliet verkocht aan Cornelis Huijbertus Teerlingk, die het landgoed al snel weer doorverkocht aan de Goese koopmannen François van Baalen en Pieter de Winter. Zij lieten in 1793 het landhuis afbreken.

### Landlust
Aan de zuidzijde van Watervliet ontstond in 1793 het landgoed Landlust. In de voorgaande jaren hadden de families Paardekooper, Nebbens en Swemer - die als rentmeesters en overheidsdienaren betrokken waren bij de adellijke families die Watervliet en het naastgelegen kasteel Barbestein bewoonden - diverse percelen grond weten te verwerven, waaronder gronden van Watervliet. Barendina van der Loeff-Nebbens - kleindochter van Adriaan Paardekooper - en haar stiefvader Adriaan Swemer voegden in 1793 deze gronden samen tot Landlust. In datzelfde jaar werd tevens de boerderij Landlust gebouwd, waarbij gebruik werd gemaakt van sloopmaterialen van het zojuist afgebroken Watervliet.
In 1818 kocht Caspar van Citters van Bruëlis in een openbare verkoping het landgoed aan van de erven van Abraham Swemer. Caspars zoon Cornelis liet rond 1856 bij de plek van het afgebroken huis Watervliet de villa Bloemenheuvel bouwen, maar in 1895 werd de villa weer gesloopt. In 1957 schonk Susanna van Citters het landgoed aan de Stichting Het Zeeuwse Landschap.

### Woningbouw
Op de voormalige kasteellocatie Watervliet werd in de jaren 70 woningbouw gepland. Dit maakte het noodzakelijk om eind 1977 een noodopgraving uit te voeren. Hierbij is een 14e-eeuwse gracht aangetroffen waarin zich 15e-eeuws vaatwerk bevond. Tevens is een 17e-eeuwse kelder gevonden waarin zich diverse voorwerpen bevonden.
Het terrein werd in 1978 bebouwd met woningen.

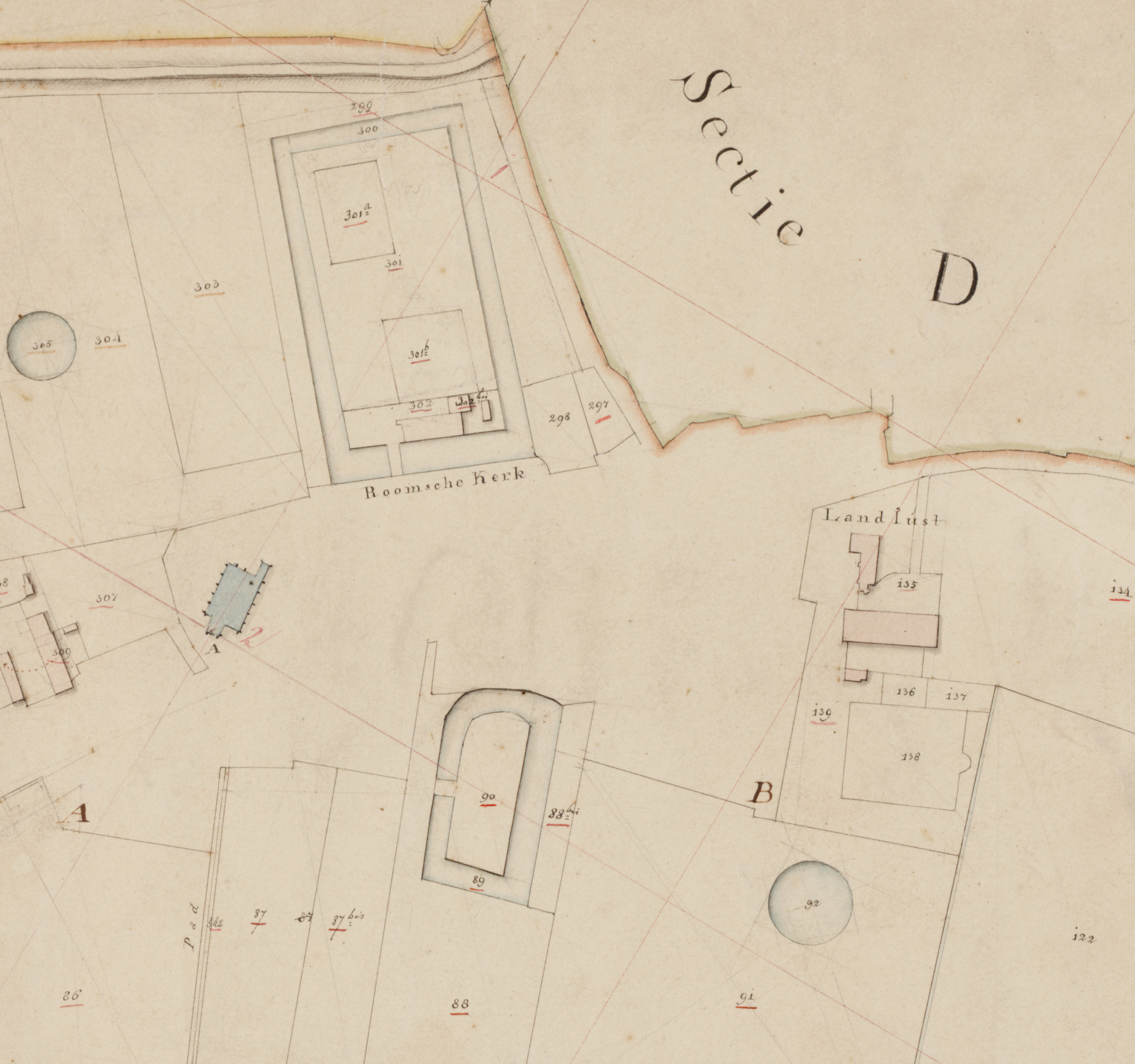
Kadastrale kaart uit 1811-1832: boven het omgrachte kasteel Barbestein, daaronder de gracht van het afgebroken Watervliet, en rechts het landgoed Landlust.

## Beschrijving
Over het 14e-/15e-eeuwse kasteel is vrijwel niets bekend. Tijdens de noodopgraving in 1977 kwam er een 14e-eeuwse gracht tevoorschijn waarin resten van 15e-eeuws vaatwerk werden aangetroffen.
In 1588 werd het nieuwe huis Watervliet gebouwd. Dit huis bestond eind 17e eeuw uit drie vleugels, gebouwd in een u-vorm, met aan de voorzijde een plein. Rondom het hoofdgebouw en het voorplein lag een gracht met een brug die aansloot op de oprijlaan richting de dorpsstraat van Heinkenszand. De ingang van het hoofdgebouw - met het jaartal 1588 op de gevel - bevond zich in de tussenvleugel, waar tevens een hal en eetzaal in waren ondergebracht. In de zijvleugel die uitkeek op de brug bevonden zich de vertrekken van de eigenaren, terwijl de andere zijvleugel de keuken en personeelsvertrekken bevatte. Oorspronkelijk bood een poort de toegang tot het voorplein, maar in de eerste helft van de 18e eeuw is de poort vervangen door een sierhek op de brug.
Bij het huis lagen parken en boomgaarden die via een ophaalbrug aan de achterzijde van het huis bereikbaar waren. Onder eigenaar Cornelis de Perponcher Sedlnitsky werden de tuinen voorzien van wandelpaden, beelden, prieeltjes en geschoren hagen. Rond 1745 gaf zijn neef Jacob Arend de Perponcher Sedlnitsky opdracht aan tuinarchitect Daniël Marot voor een geheel nieuw ontwerp van de tuinen en parken. Tevens liet hij het landhuis verbouwen naar een 18e-eeuwse stijl. In 1773 omvatte Watervliet een areaal van 25 hectare, inclusief een koetshuis, hoveniershuis en boerderij.
Watervliet werd eind 17e eeuw door de historicus Mattheus Smallegange nog geroemd als de mooiste lustplaats van Zeeland.
Aldegonde · Kasteel van Axel · Baarland · Baarsdorp · Barbestein · Biervliet · Bieweg · Blodenburg · Huis der Boede · Brijdorpe · Bruëlis · 't Burchtje · Burggravensteen · Buttinge · Coxijde · Crayenstein · Duinbeek · Duivelsberg · Ellewoutsdijk · Filippenburg · Geersdijk · Gistellis · Gravenhof · Slot Haamstede · Kasteel Hellenburg · Herkestein · Heuvelsweg · Hoge Huis · Ter Hooge · Hoogkamer · Kats · Kind van Trente · Kleverskerke · Kortgene · Kreke · Kruiningen · Laterdale · Lodijke · Maalstede (Hulst) · Maalstede (Kapelle) · Magdalon · Hof Ter Moere · Moermond · Te Mortiere · Muiden · Hof ter Nisse (Nisse) · Hof ter Nisse (Ossenisse) · Oostende · Oostende (Goes) · Oosterstein · Poelvoorde · Poortvliet · Popkensburg · De Pottere · Poucques · Pronkenburg · Ravenstein · Saeftingher Slot · Kasteel van Sint-Maartensdijk · Schengen · Sluis · Smallegange · Stavenisse · Tolhuis van Iersekeroord · Huus ter Tolne · Torenberg · Torenhoeve · Toren van Bourgondië · Troye · Valkenisse · Vinninghen · Vlissingen · Voorhoute · Waarde · Watervliet · Weldamme · Welland · Huis te Werf · Te Werve · Westenschouwen · Westhove · Westkerke · Windenburg · Zandenburg · Zwanenburg